# Gardona
Gardona (en francès Gardonne) és un municipi francès situat al departament de la Dordonya i a la regió de la Nova Aquitània.

## Demografia
| 1962                                       | 1968 | 1975  | 1982  | 1990  | 1999  | 2007  |
| ------------------------------------------ | ---- | ----- | ----- | ----- | ----- | ----- |
| 773                                        | 988  | 1.115 | 1.130 | 1.383 | 1.404 | 1.347 |
| Des de 1962: població sense dobles comptes |      |       |       |       |       |       |

## Administració
| Període   | Identitat      | Partit |
| --------- | -------------- | ------ |
| 1988-2008 | Guy Favard     | UMP    |
| 2008-     | Pascal Delteil |        |

## Agermanaments
- Guémar